# Podișoru, Argeș
Podișoru este un sat în comuna Bârla din județul Argeș, Muntenia, România.